# Choi Chol-su
Choi Chol-su   (Kaesong, 1 de desembre de 1969) és un boxejador nord-coreà, ja retirat, guanyador d'una medalla olímpica.
El 1992 va prendre part en els Jocs Olímpics d'Estiu de Barcelona, on va guanyar la medalla d'or en la categoria del pes mosca del programa de boxa. En el seu palmarès també destaca una medalla de plata en el Campionat del Món de boxa amateur de 1991 i una medalla de bronze en el Campionat d'Àsia de boxa amateur de 1992.
Com a professional, dins el pes ploma, va disputar tres combats, tots guanyats, entre el 1996 i el 1999.